# Krokstads kyrka

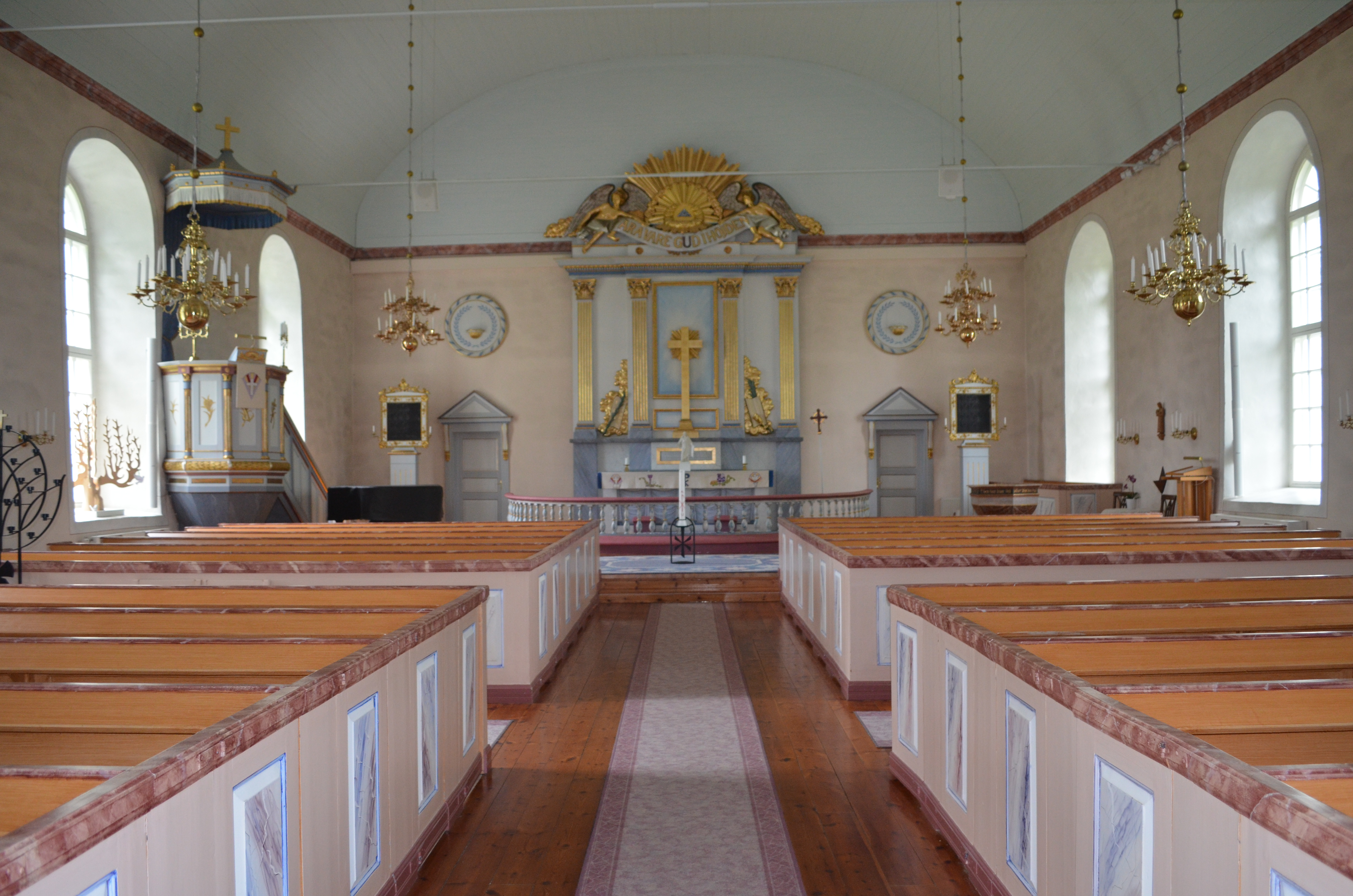
Krokstad kyrkas kyrkosal

Krokstads kyrka är en kyrkobyggnad i Munkedals kommun. Den tillhör sedan 2022 Munkedals församling (tidigare Krokstads församling) i Göteborgs stift.

## Kyrkobyggnaden
En kyrka av okänd utformning är omnämnd 1391. 1702 byggdes kyrkan ut och förlängdes österut. Ett trätorn byggdes till 1810.
Nuvarande stenkyrka uppfördes 1863 efter ritningar av arkitekt A. R. Pettersson. På församlingens begäran följde Pettersson för tornet en ritning som arkitekten Johan Fredrik Åbom gjort 1852 och som godkänts vid en konselj. Kyrkan består av långhus med tresidigt kor i öster där sakristian är inrymd. Vid västra kortsidan finns kyrktornet med vapenhus och huvudingång. Ytterväggarna är spritputsade och vitfärgade. Långhuset har ett sadeltak som är valmat över koret och som är belagt med rött tegel. Tornet har ett kopparklätt tak och ovanpå torntaket vilar en lanternin med koppartak som kröns med ett kopparkors.

## Inventarier
- En åttakantig dopfunt av trä är från 1600-talet.
- Ett nattvardskärlav silver är från 1709.
- Predikstolen i empirstil består av korg, ljudtak och trappa. Korgen och ljudtaket är båda åttakantiga.
- I tornet hänger två klockor. Storklockan göts 1844 i Göteborg. Lillklockan tillverkades 1614 och göts om år 1900 i Stockholm. Båda klockorna göts om 1946 i Ystad.
- Nuvarande orgel av Tostareds orgelfabrik färdigställdes 1993.